# Département de Pilcaniyeu
Le département de Pilcaniyeu est une des 13 subdivisions de la province de Río Negro, en Argentine. Son chef-lieu est la ville de Pilcaniyeu.
Le département a une superficie de 10 545 km2.

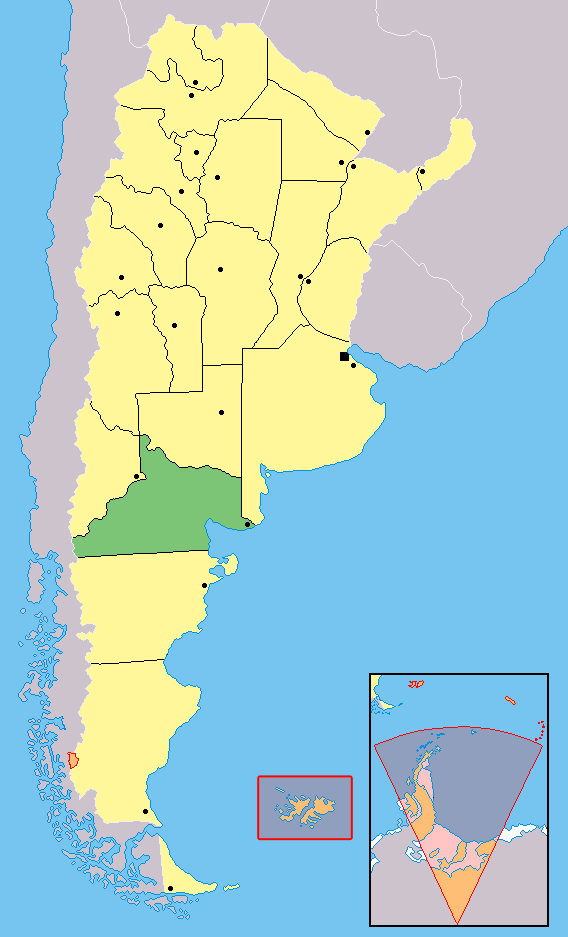
Localisation de la province de Río Negro en Argentine

## Population
Sa population était de 6 114 habitants au recensement de 2001. 

Selon les résultats provisoires du recensement de 2010, sa population se montait à 7 356 habitants.

## Localités
- Dina Huapi
- Comallo
- Laguna Blanca
- Pilcaniyeu